# Референдум в Литве (2014)
Референдум о запрете продажи земли иностранцам (Референдум об изменении статей 9, 47 и 147 Конституции Литовской Республики) был проведён в Литве 29 июня 2014 года. Хотя 73 % избирателей проголосовали за, референдум был признан недействительным, так как явка всего 14,98 %.

## Фон
Когда Литва вступила в Европейский Союз в 2004 году, она согласилась разрешить продажу земли иностранцам. Тем не менее, страна получила семилетний переходный период, в соответствии с которым продажа земли иностранцам оставалась под запретом. Этот срок впоследствии был продлён до мая 2014 года.
Предыдущий референдум о разрешении гражданам ЕС покупать землю состоялся в 1996 году. Хотя большинство принявших участие в голосовании проголосовали «за», необходимый кворум 50 % зарегистрированных избирателей голосовать для голосования за не было достигнут.

## Результаты
| Выбор                               | Голосов   | %     |
| ----------------------------------- | --------- | ----- |
| За                                  | 269,049   | 72.83 |
| Против                              | 100,375   | 27.17 |
| Недействительные голоса             | 10,754    |       |
| Всего                               | 380,178   | 100   |
| Зарегистрированных избирателей/явка | 2,538,430 | 14.98 |
| Источник: ЦИК Литвы                 |           |       |